# Sant Martí de la Mota
L'església parroquial de Sant Martí de la Mota es troba al veïnat de la Mota, el més apartat del municipi de Palol de Revardit, un nucli rural de masies més o menys disseminades al voltant de l'església dedicada a Sant Martí. Situat l'esquerra de la riera de Riudelleques, vora el puig de Sant Dalmau.

## Història
Probablement, degué existir una primigènica capella paleocristiana dedicada al culte de Sant Martí, com ho demostrà la necròpoli d'aquesta època que es troba dins el seu terme parroquial. S'esmenta aquesta església dins el conjunt de capelles i esglésies que l'any 1058, la comtessa Ermessenda restituí a Berenguer, bisbe de Girona. L'any 1273 hi ha una compra per part de l'Almoina de Girona de la meitat de la dècima de la parròquia al cavaller Ramon de Sant Julià. També apareix consignada els anys 1283, 1355, 1362 (dins el «Llibre verd» del capítol gironí). En el fogatjament de 1378 la Mota consta amb 12 focs eclesiàstics. L'any 1691, l'edifici fou reedificat gairebé en tota la seva estructura i ampliat.

## Arquitectura
Construcció d'una nau coberta amb volta apuntada, capçada a llevant per un absis semicircular cobert per un quart d'esfera. Els murs laterals presenten arcs refundits. La coberta és acabada amb teula àrab, a dues vessants. L'aparell és regular, amb carreus ben tallats de pedra sorrenca d'uns 20 X 40 cm. A l'exterior de l'absis hi ha una imposta motllurada molt rudimentària i també una finestra centrada amb arc de mig punt format per una peça monolítica. La nau, que ha estat sobrealçada, resta adossada a altres construccions per la banda de tramuntana, mentre a migdia s'afegiren diversos cossos, fins i tot un campanar. La portalada fou substituïda al segle xvii i és emmarcada per dues pilastres, llinda plana i frontó barroc.
Església d'origen romànic. Interiorment s'estructura en una sola nau, coberta amb volta apuntada. Els murs laterals presenten arcs refundits. La nau s'acaba amb un senzill absis semicircular. Les parets portants són de maçoneria, arrebossada a les façanes exteriors i enguixada a l'interior. La coberta és acabada amb teula àrab, a dues vessants. A la dreta de la façana s'aixeca la torre campanar. És de planta quadrada i coberta piramidal d'obra. La part superior presenta una obertura en forma d'arc de mig punt a cada cara, i una cornisa a la part superior. El portal d'entrada és emmarcat per dues pilastres, llinda plana i frontó barroc.